# Желязна (Бжезький повіт)
Желязна (пол. Żelazna, нім. Märzdorf) — село в Польщі, у гміні Ґродкув Бжезького повіту Опольського воєводства.
Населення — 240 осіб (2011).
У 1975-1998 роках село належало до Опольського воєводства.

## Демографія
Демографічна структура станом на 31 березня 2011 року:
|          | Загалом | Допрацездатний вік | Працездатний вік | Постпрацездатний вік |
| -------- | ------- | ------------------ | ---------------- | -------------------- |
| Чоловіки | 123     | 30                 | 79               | 14                   |
| Жінки    | 117     | 25                 | 64               | 28                   |
| Разом    | 240     | 55                 | 143              | 42                   |